# Море Москви
Море Москви (лат. Mare Moscoviense) — найбільше море зворотного боку Місяця. Розмір — близько 250×150 км, координати центра — 27°18′ пн. ш. 148°06′ сх. д. / 27.3° пн. ш. 148.1° сх. д..

## Назва
Море Москви було відзняте вже першим апаратом, що сфотографував зворотний бік Місяця, — «Луною-3» 7 жовтня 1959 року. В січні — квітні наступного року за цими знімками ЦНДІ геодезії, аерозйомки і картографії та Державний астрономічний інститут імені П. Штернберга склали карту, де це море отримало російську назву «Море Москвы» з латинською транслітерацією «More Moskvy». 22 серпня 1961 на підставі виданого 1960 року «Атласу зворотного боку Місяця» М. П. Барабашова, О. О. Михайлова та Ю. Н. Липського ця назва була затверджена Міжнародним астрономічним союзом в латинському варіанті Mare Moscoviense («Море Московське»).
Кратери всередині та навколо Моря Москви називають на честь загиблих радянських космонавтів. Крім того, одного разу в 1970 році 6 космонавтів було увічнено прижиттєво.

## Опис
Море Москви — найбільша на зворотному боці Місяця морська ділянка і одна з двох, офіційно названих морями (друга — Море Мрії). Як і чимало інших місячних морів, воно лежить у величезному кратері — імпактному басейні. Головний вал цього басейну має діаметр близько 420 км. Всередині нього є гірське кільце діаметром близько 190 км (від якого збереглася тільки південно-західна половина), а зовні — слабко виражене кільце діаметром близько 630 км. Кільця басейну не зовсім концентричні: на південному заході вони ближчі одне до одного, ніж на північному сході.
З південно-західного боку море обмежене внутрішнім кільцем басейну, а на північному сході доходить до головного. Поверхня Моря Москви лежить на 2,5–3,3 км нижче за місячний рівень відліку висот і на 6–8 км нижче головного валу свого басейну.
Товщина місячної кори під Морем Москви найменша або одна з найменших для всього Місяця — майже нульова. Її вкриває шар лави товщиною не більше 600 метрів. Під лавовим покривом моря можуть бути тектонічні розломи, подібні до розломів у прилеглому кратері Комаров.

## Геологічна історія
За даними підрахунку кратерів, басейн Моря Москви з'явився в нектарському періоді. Розмір космічного тіла, удар якого створив цей басейн, оцінюють у 100 км. Судячи зі своєрідної форми басейну та деяких інших даних, це був похилий удар із південного заходу. Висувалося й припущення, що він був не похилим, а подвійним.
Базальтова лава, що вкриває Море Москви, виверглася переважно в пізньоімбрійській епосі. Найстарші датовані лавові рівнини моря мають вік 3,9 млрд років. На сході моря виявлено ділянку ератосфенівського віку (2,6 млрд років), причому особливості розподілу кратерів за розміром вказують на те, що молода лава там має товщину всього 30-50 м і лежить на набагато старшому (3,5 млрд років) лавовому покриві.

## Падіння метеорита
17 липня 1972 в районі Моря Москви впав великий метеорит; ця подія була зафіксована на сейсмограмах чотирьох сейсмічних станцій, встановлених експедиціями «Аполлон-12», «Аполлон-14», «Аполлон-15» і «Аполлон-16» на видимому боці Місяця. Поперечні хвилі (S-хвилі) були присутні тільки на найближчій з них до місця падіння («Аполлон-15»), на інших — були відсутні, що стало вказівкою на можливу наявність у Місяця ядра радіусом 600—800 км. Пізніше додалися нові дані, і в надрах Місяця стали виділяти дві оболонки — відносно холодну зовнішню (літосферу) до глибини близько 1000 км і частково розплавлену внутрішню.